# La Bruja
La Bruja är en ort i Mexiko.   Den ligger i kommunen Chignahuapan och delstaten Puebla, i den sydöstra delen av landet, 110 km öster om huvudstaden Mexico City. La Bruja ligger 2 624 meter över havet och antalet invånare är 146.
Terrängen runt La Bruja är kuperad. Runt La Bruja är det ganska tätbefolkat, med 54 invånare per kvadratkilometer. Närmaste större samhälle är Chignahuapan, 9,7 km öster om La Bruja. Trakten runt La Bruja består till största delen av jordbruksmark.